# 마웅어
마웅어(Maung, Mawng, Mawung)는 오스트레일리아 원주민 언어로 이와이자어족에 속하며, 골번 제도(Goulburn Islands)에서 마웅인들이 사용한다. 지금은 사어가 된 마낭카리어는 마웅어의 방언으로 간주될 수 있다. 마웅어는 다양한 형태의 굴절이 풍부한 언어이며, 따라서 일반적인 오스트레일리아의 언어보다 더 많은 범주를 구분한다.

## 이와이자어와의 비교
이와이자어와 마웅어는 모두 이와이자어족 이와이자어파에 속하는 언어이다. 둘은 매우 가깝지만, 뚜렷한 차이점이 있다. 이와이자어에는 여러 명사 부류가 없으나 마웅어는 여섯 부류를 가지는 것이 그러하다.
한편 오스트레일리아 원주민 언어는 접미사만을 이용하는 언어와 접두사와 접미사를 모두 이용하는 언어로 나뉘는데, 이와이자어와 마웅어는 접두사와 접미사 둘 모두를 이용하는 언어이다.

## 음운론
마웅어의 분절 음운 목록은 다음과 같다.
|        | 변자음   | 변자음   | 설단음 | 설첨음 | 설첨음 |
| 양순음 | 연구개음 | 경구개음 | 치경음 | 권설음 |        |
| ------ | -------- | -------- | ------ | ------ | ------ |
| 파열음 | p <b>    | k <g>    | c <dj> | t <d>  | ʈ <ḍ>  |
| 비음   | m <m>    | ŋ <ŋ>    | ɲ <nj> | n <n>  | ɳ <ṇ>  |
| 설측음 |          |          |        | l <l>  | ɭ <ḷ>  |
| 탄음   |          |          |        | ɾ <r>  | ɽ <ṛ>  |
| 마찰음 |          | ɣ <ɣ>    |        |        |        |
| 접근음 | w <w>    |          | j <j>  | ɹ <ṙ>  | ɹ <ṙ>  |

|        | 전설 |   | 중설 |   | 후설 |
| ------ | ---- | - | ---- | - | ---- |
| 고모음 | i    |   |      |   | u    |
| 중모음 |      | ɛ |      | ɔ |      |
| 저모음 |      |   | a    |   |      |

성문 파열음은 감탄사에서만 나타난다.
다른 이와이자어족 언어들과는 달리, 또 많은 오스트레일리아 원주민 언어와는 달리 마웅어는 /ɛ/와 /ɔ/를 가진다.

### 음소 배열론
마웅어에서 가능한 음절은 V, VC, VCC, CCV, CCVC, CCVCC, CV, CVC, CVCC가 있다. 이중 V와 VC는 단어의 맨 앞에서만 나타난다. 다른 음절은 어떤 위치에서나 등장할 수 있다. 대부분 /a/, 가끔은 /ɛ/와 /ɔ/가 V, VC, VCC의 모음으로 나타난다.

### 자음 연쇄
/ɣ/, /ṇ/, /ṛ/를 제외한 모든 자음은 단어 맨 앞에서 모음에 선행한다. 단어 맨 앞에서 가능한 자음 연쇄는 /gw/와 /ŋj/밖에 없다. 단어 맨 뒤에서 /ɣ/와 /ṙ/는 모음에 후행한다. 단어 맨 뒤에서 가능한 두 자음으로 된 연쇄는 (1) 유음, 설측음, 반모음과 이에 후행하는 연구개음으로 구성되어 있거나 (2) /w/에 후행하는 특정한 자음이다.
단어 내에서 가능한 두 자음 C1C2로 된 연쇄는 다음과 같은 제약을 따른다.
- C1은 /ɣ/가 아니다.
- C2는 /ṇ/, /ṛ/, /ṙ/, /l/가 아니다.

|    | b   | dj  | d   | ḍ   | g   | m   | nj   | n   | ṇ   | ŋ   | w   | r   | ṙ   | ṛ  | l   | ḷ   |
| -- | --- | --- | --- | --- | --- | --- | ---- | --- | --- | --- | --- | --- | --- | -- | --- | --- |
| b  | -   | djb | db  | ḍb  | gb  | mb  | njb  | nb  | ṇb  | ŋb  | wb  | rb  | ṙb  | -  | lb  | ḷb  |
| dj | bdj | -   | ddj | ḍdj | gdj | mdj | njdj | ndj | ṇdj | ŋdj | wdj | rdj | ṙdj | -  | ldj | ḷdj |
| d  | -   | -   | -   | -   | -   | md  | -    | nd  | -   | -   | -   | -   | -   | -  | ld  | -   |
| ḍ  | -   | -   | -   | -   | -   | mḍ  | -    | -   | ṇḍ  | -   | wḍ  | -   | -   | -  | -   | -   |
| g  | bg  | djg | dg  | ḍg  | -   | mg  | njg  | ng  | ṇg  | ŋg  | wg  | rg  | ṙg  | -  | lg  | ḷg  |
| m  | -   | djm | -   | -   | -   | -   | njm  | nm  | ṇm  | ŋm  | -   | rm  | ṙm  | -  | lm  | ḷm  |
| nj | -   | -   | -   | -   | -   | -   | -    | nnj | -   | -   | -   | -   | -   | -  | -   | -   |
| n  | -   | -   | -   | -   | -   | -   | njn  | -   | -   | -   | wn  | -   | -   | -  | -   | -   |
| ŋ  | -   | -   | -   | -   | gŋ  | mŋ  | njŋ  | nŋ  | ṇŋ  | -   | wŋ  | rŋ  | ṙŋ  | -  | lŋ  | ḷŋ  |
| w  | -   | -   | dw  | ḍw  | -   | -   | -    | -   | -   | -   | -   | rw  | ṙw  | ṛw | lw  | ḷw  |
| j  | -   | -   | -   | -   | -   | -   | -    | n-j | -   | -   | -   | r   | ṙ   | -  | l   | ḷ   |
| r  | -   | -   | -   | -   | -   | -   | -    | -   | -   | -   | wr  | -   | -   | -  | -   | -   |
| ḷ  | -   | -   | -   | -   | -   | -   | -    | -   | -   | -   | wḷ  | -   | -   | -  | -   | -   |
| ɣ  | -   | -   | -   | -   | -   | -   | -    | -   | -   | -   | wɣ  | rɣ  | ṙɣ  | -  | lɣ  | ḷɣ  |

단어 내에서 가능한 세 자음으로 된 연쇄는 단어 맨 뒤에서 가능한 자음 연쇄에 /p/, /k/, /c/가 후행하는 것이다.

### 강세
강세는 대조적이지 않으며, 자유롭게 변한다. 세 음절 내의 단어 처음의 두 음절은 똑같이 강조된다. 네 음절 이상의 단어에서 강세는 끝에서 두 번째에 오는 경향이 있으며, 이때에는 부강세가 번갈아가며 선행하는 음절에 부여된다. 그러나 폐음절이 끝에서 두 번째 음절에 선행할 경우, 그 폐음절이 주강세를 받는다.

## 형태음운론

### 변성 자음
/w/, /m/, /j/, /l/, /n/, /ŋ/, /ɣ/, /b/는 변성 자음이다. 이 자음들은 자음 연쇄에서 동화 및 축소를 유발한다.
- C1이 비음이 아니라면, C2는 파열음이 아닌 자음에서 파열음이 된다.
- 설측음과 치경 비음은 C1으로 교체된다.

단, C1이 ŋ일 때 ŋ+l > nd, ŋ+b > ŋg이다.
|   | b   | w | m  | d   | r   | n   | dj  | nj   | ḍ  | g  | ŋ   |
| - | --- | - | -- | --- | --- | --- | --- | ---- | -- | -- | --- |
| w | b   | - | -  | db  | rb  | nb  | djb | njb  | ḍb | gb | ŋb  |
| m | b   | - | -  | db  | rb  | nm  | djb | njm  | ḍb | gb | ŋm  |
| j | ddj | - | -  | ddj | ddj | ndj | -   | njdj | -  | dj | ndj |
| l | d   | - | -  | d   | rg  | ng  | -   | njdj | ḍ  | g  | nd  |
| n | d   | - | mn | d   | rg  | nŋ  | -   | -    | -  | g  | -   |
| ŋ | g   | - | -  | rg  | rg  | nŋ  | -   | njŋ  | -  | g  | ŋ   |
| ɣ | g   | - | -  | rg  | rg  | nŋ  | -   | -    | -  | g  | ŋ   |
| b | b   | w | mb | -   | -   | nd  | -   | njdj | -  | -  | ŋg  |

다음은 변성 자음의 변화의 예시이다.
| ŋad-   | mi          | -n → | ŋadbin                      |
| 1EX.PL | say, do, be | P    | '우리가 말한다, 한다, 있다' |

| gar-   | jama | -∅ → | gaddjama        |
| 1IN.PL | work | P    | '우리가 일한다' |

### 자음 이화
제6부류 목적어 동사 접두사의 자음은 모음으로 시작하는 어간의 첫 자음에 따라 변화한다. 만약 어간의 첫 자음이 r, ṙ, d, ḍ, n, ṇ, l이라면 해당 접두사는 aw-로 나타나지만, 어간의 첫 자음이 j, nj, g라면 aḍ-로 나타난다.
| ŋ-    | aw-   | adbi | -∅ → | ŋawadbi            |
| 1SG.S | 3VI.O | hold | P    | '내가 그것을 쥔다' |

| ŋ-    | aḍ-   | aja | -n → | ŋaḍajan            |
| 1SG.S | 3VI.O | see | P    | '내가 그것을 본다' |

### 첩어
b로 시작하는 어근이 중첩되면 첫 자음은 w로 변화하고, 둘째 자음은 b로 남는다.
| gimidbaṙ            | giminwaṙbaṙ              |
| '그것이 미끄러진다' | '그것이 계속 미끄러진다' |

| ginidbiṙidj              | gininwiṙidjbiṙidj             |
| '그가 그것을 그리워한다' | '그가 그것을 계속 그리워한다' |

dj로 시작하는 어근이 중첩되면 첫 자음은 j로 변화하고, 둘째 자음은 dj로 남는다.
| gimiddjab       | gimin-jadjab         |
| '그가 움직인다' | '그가 계속 움직인다' |

g로 시작하는 어근이 중첩되면 첫 자음은 a에 선행할 경우 탈락하고, i에 선행할 경우 j로 변하고, u에 선행할 경우 w로 변화한다. 둘째 자음은 g로 남는다.
| jaradgaḷ        | jaranaḷgal           |
| '그가 기어갔다' | '그가 계속 기어갔다' |

| ŋiwugiṙg             | ŋiwuŋjiṙgiṙg              |
| '내가 그것을 눌렀다' | '내가 계속 그것을 눌렀다' |

| ŋeḷugbadgur      | ŋeḷugbanwurgur        |
| '내가 그를 찼다' | '내가 계속 그를 찼다' |

d로 시작하는 어근은 설측음, 비음, w, j와 같이 중첩되면 변화하지 않는다. ḍ로 시작하는 어근은 중첩될 때 불규칙하게 변화한다.

### 어두 g
어두에서 g가 나타날 때에는 동화가 일어난다.
gi/gɛ/ga로 시작하는 명사의 g는 앞선 단어의 어말이 모음, 설측음, 유음, 반모음이라면 ɣ로 변화한다. 같은 조건에서 gu로 시작하는 명사의 g는 w로 변화한다. gi/gɛ/ga/gɔ/gu로 시작하는 동사의 g는 앞선 단어의 어말이 설측음일 때 g, 유음일 때 w, 반모음일 때 ɣ로 변화한다.
앞선 단어의 어말이 파열음 혹은 비음이라면 g는 변화하지 않는다.
| mada gubunj → | mada wubunj |
| the canoe     | '그 카누'   |

| marig gubunj → | marig gubunj  |
| not canoe      | 'not a canoe' |

## 형태론

### 품사
마웅어의 품사는 다음과 같은 것들이 있다.
- 관사
- 명사
- 형용사
- 대명사
- 동사
- 불변화사

이중 일치의 대상이 되지 않는 것은 불변화사뿐이다.

### 명사 부류
마웅어에는 여섯 가지의 명사 부류가 존재하며, 각각의 부류 속 단어들은 무작위로 배정된 것이 아니다. 다음은 마웅어의 명사 부류이다.
- 제1부류: (j)i- / 남성
- 제2부류: ninj- / 여성
- 제3부류: wi- / 제1부류와 제2부류의 복수
- 제4부류: (w)u(ŋ)- / 땅과 관련한 것 (식물 제외)
- 제5부류: ma- / 나무
- 제6부류: aw- / 채소와 식물

#### 제1부류
제1부류는 남성 생물 전반이 속하는 부류이다.
1. 인간 남성: arargbi '남자', bunji '아버지', marijun '어린 남자아이' 등
2. 유정 명사: 1. 동물: luludj '개', wundarug '주머니쥐', jinjaḷɣan '거북' 등; 2. 소수의 새: ŋugŋug '올빼미', guṙagag '까마귀', marwadi '수리매' 등; 3. 해양 생물: gjab '물고기', muḍidj '(가오리의 일종)' 등; 4. 곤충: mundamunda '검정파리', jinjin '흰개미', miŋiwururu '애벌레' 등
3. 인간 생활에 밀접하게 연관된 물건: manburwa '옷', marwi '머리띠', jaŋali '허리에 메는 가방' 등
4. 특정 신체부위: umbuṇuri '눈썹', madjar '목', mɔlirg '어깨' 등

이외에도 gurana '달(月)', maraṙawg '번개', duṙuj '천둥', walmad '비', inmig '이슬'과 같은 단어들이 제1부류에 속한다. gurana가 제1부류에 속하는 것은 쉽게 설명할 수 있는데, 오스트레일리아에서는 명사 부류가 없는 언어가 사용되는 지역이라 할지라도 달이 남성을, 해가 여성을 나타내기 때문이다. 나머지 단어들은 손쉽게 설명되진 않으나, Capell & Hinch (1970)은 이 단어들이 남성성을 가진 무언가로부터 기원했으리라 추측한다. 예를 들어, maraṙawg은 천둥번개를 만드는 정령으로도 여겨진다. maraṙawg가 제1부류에 속하는 것은 분명 이러한 이유일 것이다.

#### 제2부류
제2부류는 여성성을 가진 것들이 속하는 부류이다. 제1부류와는 달리, 그 어떤 신체부위도 제2부류에 속하지 않는다.
1. 인간 여성: waramuŋbig '여자', ŋinjalgbanj '나의 어머니', ŋawinj '딸' 등
2. 대부분의 새: munurur '비둘기', magagagur '펠리칸', nawariju '오리' 등
3. 소수의 동물: mularig '개구리', maḷadjag '새우', munjŋan '말벌' 등

이외에도 muwan '해', wiḷamurg '별'이 제2부류에 속한다. 구태여 성별이 구분되는 동물이라면 여성형이 제2부류에 속할 수 있다. 그러나 거의 모든 새는 실제 성별과 관계 없이 제2부류에 속한다.

#### 제3부류
제3부류는 다른 다섯 부류에 비해 이질적이다. 제1부류와 제2부류의 복수가 제3부류이기 때문이다. 예를 들어 '그 남자'라고 할 때에는 제1부류 명사에 맞는 관사인 dja가 사용되어 dja arargbi라고 표현하지만, '그 남자들'이라고 할 때에는 제3부류 명사에 맞는 관사인 bada가 사용되어 bada arargbi라고 표현한다.
제3부류에 속하는 명사들 중에서는 인간 복수를 뜻하는 접두사 wara-가 붙어 나타나기도 하지만, wara-가 붙었음에도 단수를 나타내는 단어들이 있다. 이런 단어들은 명사의 형태가 아닌 관사의 형태로 단복수를 알 수 있다. 예를 들어 dja waraŋjiwu는 '그 아이'지만, bada waraŋjiwu는 '그 아이들'이다.

#### 제4부류
제4부류는 일반적으로 땅과 관련한 것들이 속하는 부류이다. 그러나 이것만으로는 설명이 부족하다.
1. 땅과 관련한 것: gunag '땅', murɣu '언덕', wumawur '강' 등
2. 시간과 관련한 것: ŋuridj '하루', ŋamuri '건기', ŋulamŋulam '아침', wuburg '밤' 등
3. 특정 신체부위: ŋaṙalg '혀', walmugbug '뇌', waɣaṙi '팔꿈치' 등

더 나아가 제4부류는 중성적인 개념 혹은 추상명사를 표현하는 데에 사용된다. 예를 들어 '그 악한 것'이라고 할 때에는 제4부류 명사에 맞는 관사인 da가 사용되어 da jaliwijud라고, '유혹'이라고 할 때에도 da가 사용되어 da gaŋarigbagda라고 표현한다. 또한 관계절을 만들 때에도 제4부류 형태가 사용된다.

#### 제5부류
제5부류는 나무와 관련된 대부분의 것들이 속하는 부류이다.
1. 나무: waḷg '나무', maṙijawu '(하얀 껍질의 유칼립투스)', maḷaŋganj '통나무' 등
2. 나무의 부분: mɛrg '나뭇잎', mawirijag '뿌리', mamawur '나뭇가지' 등
3. 여타 식물: miḷag '풀', maŋgŋlɛ 'eoskan', ŋaṇḍawl '풀씨' 등
4. 나무로 된 도구: windjila '창', gubunj '카누', wirɣala '부메랑' 등
5. 나무가 사용된 대상: wuŋanj '연기', muŋnanjbuḍ '하얀 재', wiḷŋugu '숯' 등
6. 특정 신체부위: wun '눈', jirga '콧수염', gɔrag '배' 등

제5부류에 속하는 신체부위 중 그 어떠한 것도 소유격 접두사를 취하지 않는다.

#### 제6부류
제6부류는 채소의 이름과 기타 잡동사니들이 속하는 부류이다.
1. 채소: walidj '일반적인 채소', mijuba '(참마의 일종)' 등
2. 자연: maḷu '바람', gɔjinu '구름' 등
3. 특정 신체부위: niyi '엄지', alɣidj '간' 등

이 부류에 속하는 단어는 많지 않다.

### 대명사
마웅어의 대명사는 주어, 목적어, 형용사, 소유격으로 구분된다. 3인칭 대명사는 명사 부류를 따른다.
|                | 주어 | 목적어    | 형용사 | 소유격 |
| -------------- | ---- | --------- | ------ | ------ |
| 1단수          | ŋ-   | ŋan-      | ŋ-     | ŋ-     |
| 1복수.청자포함 | ar-  | arun-     | arg-   | arg-   |
| 1복수.청자배제 | ŋar- | ŋarun-    | ŋar-   | (ŋar-) |
| 2단수          | an-  | gun(i)-   | nuw-   | (nuw-) |
| 2복수          | gur- | gurun(i)- | gur-   | (nud-) |

미래 시제일 때에 1인칭 청자포함 복수 주어형은 /arg-/이다.
|         | 주어 | 목적어 | 형용사      | 소유격      |
| ------- | ---- | ------ | ----------- | ----------- |
| 제1부류 | i-   | -i-    | i-, j-      | i-          |
| 제2부류 | inj- | -nj-   | niŋ-, niŋi- | niŋ-, niŋi- |
| 제3부류 | aw-  | -wun-  | wi-, du-    | wi-         |
| 제4부류 | aŋ-  | -uŋ-   | u(ŋ)-       | (w)u-       |
| 제5부류 | ma-  | -ma-   | m(a)-       | ma-         |
| 제6부류 | aw-  | -awa-  | aw-         | aw-         |

### 관사
관사 역시 명사 부류에 일치한다.
- 제1부류: dja
- 제2부류: djida
- 제3부류: bada
- 제4부류: da
- 제5부류: mada
- 제6부류: da

관사는 명사 앞에서, 형용사 앞에서 사용된다.
| mada                               | gargbin | mada    | waḷg |
| CL5.ART                            | big     | CL5.ART | tree |
| '하나의 큰 나무' 혹은 '그 큰 나무' |         |         |      |

### 불변화사
마웅어의 불변화사로는 부사, 강조사, 전·후치사, 감탄사가 있다.

#### 부사
형용사와 동사를 수식하는 단어 혹은 구를 의미한다. 단어로는 /miɣa/ '매우'나 /dil/ '함께' 등이 있다. 전치사와 명사가 하나의 부사구의 역할을 수행하기도 한다. /duga jurŋ/ '위에(above)', /duga gabal/ '중간에' 등이 그러하다.
후치되는 요소가 나타나 때로는 본래 의미와 거리가 있는 부사가 만들어지기도 한다. /gajirg/ '오늘'이 /gajirgaba/ '당장', /gajirg budar/ '곧' 혹은 '잠깐 사이에'가 되는 것이나, /malanj/ '내일'이 /malanjbi/ '금방'이 되는 것이 그러하다.

## 참고 문헌
- Capell & Hinch (1970). 《Maung Grammar》. Hague·Paris: Mouton de Gruyter.
- Evans, Nicholas (1995a). 《A Grammar of Kayardild》. Berlin: Mouton de Gruyter.